# Первые марки Перу
Пе́рвые ма́рки Перу́ (исп. primeros sellos postales del Perú) — две провизорные марки Тихоокеанской пароходной компании (англ. Pacific Steam Navigation Company — PSNC), которые были в почтовом обращении Перу с 1 декабря 1857 года по 28 февраля 1858 года.

## Описание
В центральной части первых перуанских почтовых миниатюр имеется изображение парусника. По углам марок даны начальные буквы английского названия компании: «P. S. N. С.». Кроме того, на марках двух разных номиналов соответственно присутствуют надписи на английском языке:
- «½ OZ. 1 Rl.» («½ унции[4] — 1 реал»),
- «1 OZ. 2 Rls.» («1 унция — 2 реала»).

## История
В середине XIX века Тихоокеанская пароходная компания для оплаты доставки корреспонденции своими пароходами стала использовать марки двух видов.
Впоследствии часть тиража этих марок была передана правительству Перу и применялась в качестве провизорных знаков почтовой оплаты до начала эмиссии собственных марок в 1858 году.

## Память
В ознаменование столетия со дня выхода первых перуанских марок в 1957 году были подготовлены десять марок. На двух из них были непосредственно изображены две первые почтовые миниатюры номиналами в 1 и 2 реала (по типу «марка на марке»). Ещё одна марка была приурочена к проведению юбилейной филателистической выставки «PEREX».
Обе марки были также помещены на миниатюре, изданной в 1987 году по случаю национальной филателистической выставки «AMIFIL 87».
В 2007 году 150-летний юбилей первых марок Перу отмечался выпуском двух соответствующих марок (и снова по принципу «марка на марке»), а также организацией перуанско-испанской филателистической выставки «150 лет первой перуанской марке» («150 Años del Primer Sello Peruano»), которая проводилась в Почтово-филателистическом музее Перу (Museo Postal y Filatélico) при главпочтамте Лимы.